# 宇土城
宇土城（うとじょう）は、熊本県宇土市にあった日本の城。別名城山・鶴城ともいう。同市にあった中世期の宇土城である宇土古城についても併記する。

## 概要
宇土城は、小西行長によって現宇土市古城町に築かれた平山城である。3重の天守が建てられたとされるが、小西行長が関ヶ原の戦いに敗れたあとは加藤清正の所有するところとなった。清正は、宇土城を自身の隠居城として改修を加えたが、清正の死後は廃城となった。その際、宇土城の天守は熊本城へ移築され、宇土櫓となったという伝承があるが、1927年（昭和2年）に実施された宇土櫓の大規模修理に伴う調査では移築の痕跡がなかったとされている。
1632年（寛永9年）、加藤氏の改易によって肥後国は細川氏の領するところとなり、2代藩主細川光尚は1646年（正保3年）、従兄弟の行孝へ3万石を分与して宇土へ置いた（宇土支藩）。宇土藩は支藩であったため城は持たず、藩庁である宇土陣屋は現在の新小路町に置かれ、城地は荒蕪地とされた。
現在、後述する中世期の宇土古城跡（宇土市神馬町）は国の史跡に指定されており、歴史公園「史跡宇土城跡」として、建物跡・横堀・城門など一部の遺構が復元整備されているほか、古墳時代の箱式石棺墓が数基確認できる。
近世期の宇土城跡は、本丸跡が城山公園として整備され、石垣と堀の痕跡が残っているが、公園整備に際して旧状と異なる石積みが実施されたため、遺構としての石垣でない箇所も少なからずある。現存する石垣と堀のうち、公園の敷地内に残る部分については間近に見ることが可能ではあるが、遊歩道など特に整備されているわけではなく、一部は民有地も存在しており、旧城域を一周することはできないので注意を要する。二の丸跡は市営墓地となっており、三の丸跡は宅地化が進み、また学校の敷地となるなど開発が進んでいて、往時の面影を留めるところはほとんどない。
なお公園内に立っている小西行長の銅像は、行長をイメージして制作された架空の肖像だが、豊臣政権下の海の司令官として世界（海）に目を向けているため宇土市街には背を向けている。

## 歴史

### 中世・宇土古城
宇土古城は、近世宇土城の少し西側、現宇土市神馬町に位置する。遅くとも平安時代中期には一帯の領主であった宇土氏によって、西岡台と称される独立丘陵に築かれ（このため地元では宇土古城を指して「西岡台」と通称しており、以後宇土古城を西岡台と表記する）、中央の迫地を挟んで東に主郭となる千畳敷（せんじょうじき）、西に三城（さんのじょう）という２つの曲輪を持った連郭式の体をなしている。
千畳敷の周囲は横堀で囲まれており、加えて、北から東にかけての斜面には複数の竪堀が穿たれていた。千畳敷からは近年の発掘調査で、きわめて多数の掘立柱建物の痕跡と、東側に虎口、城門遺構が確認されており、一部について復元表示してある。
1998年（平成10年）、千畳敷の北側で掘削作業途中の横堀跡が確認され、当時の土木作業工程・技術を示す貴重な事例となっている。さらに、城門遺構付近の横堀からは100点を超す石塔の部材が出土しており、同城の廃城（城破り）に伴って念入りな儀式が行われたことを窺わせている。
一方、三城における建物跡は少ない代わりに柱穴の径が大きく、比較的大型の建物が存在していた可能性が高いほか、苑池とみられる水たまり跡が検出されている。2012年（平成22年）の発掘調査時には碁石とみられる石製品が出土した。
2011年（平成21年）、三城北側斜面の一部で実施した発掘調査では、切岸はおおむね55～60度に整えられていた。
三城の南西麓には幅約10m、全長約300mの空堀が存在している。部分的に実施された発掘調査の結果、戦国時代中～後期ごろにうがたれた可能性を指摘されている。
また千畳敷・三城いずれも、城域各所に矢穴がいくつか存在している。いずれも、近世宇土城の石垣部材として用意され、使われずに残ったものとみられるが、三城の主郭北側に転がっている巨石は、もともと庭園に用いられていた石材だった可能性がある。
西岡台の正確な築城年代は詳らかでない。一説には永承3年（1048年）、関白藤原頼通下向の際に築かれたという。
南北朝時代の城主であった宇土高俊は、肥後国へ下向した懐良親王を網津湊に迎え、隈府へ送ると、自身は終始南朝方としてふるまい、北朝方阿蘇大宮司領であった隣の郡浦荘を押領するなど、宇土半島を中心に活動した。
室町時代後半、宇土忠豊の養子として肥後国守護の菊池氏から宇土為光が入る。その為光は文明16年（1484年）・明応8年（1499年）と守護職押領を企てるが失敗する。文亀元年（1501年）、為光は3度守護職押領を企て、ついに成功し肥後国守護となる。しかし文亀3年（1503年）、亡命していた菊池本家の22代菊池能運の反撃に遭い、西岡台へ籠城するが破れ、殺害された。西岡台には菊池氏家臣の城為冬が入城するが、永正元年（1504年）に能運が急死すると為冬は菊池へ引き上げ、空城となった西岡台には、為光の娘婿となっていた名和顕忠が入った。名和氏はその後、約80年間にわたり西岡台の城主となる。
天正15年（1587年）に行われた豊臣秀吉の九州征伐に際し、宇土名和氏の6代名和顕孝は当初島津氏に属していたがすぐに秀吉に降伏し、所領を安堵されるが、同年に起きた肥後国人一揆に際しては、肥後国主に封ぜられた佐々成政へ合力せず中立を保ったことを咎められた。顕孝はみずから釈明すべく大坂へ赴くが、城代を任せた弟の名和顕輝が秀吉軍の開城勧告を拒否したため討伐され改易となり、名和氏の時代は終わった。

### 近世・宇土城

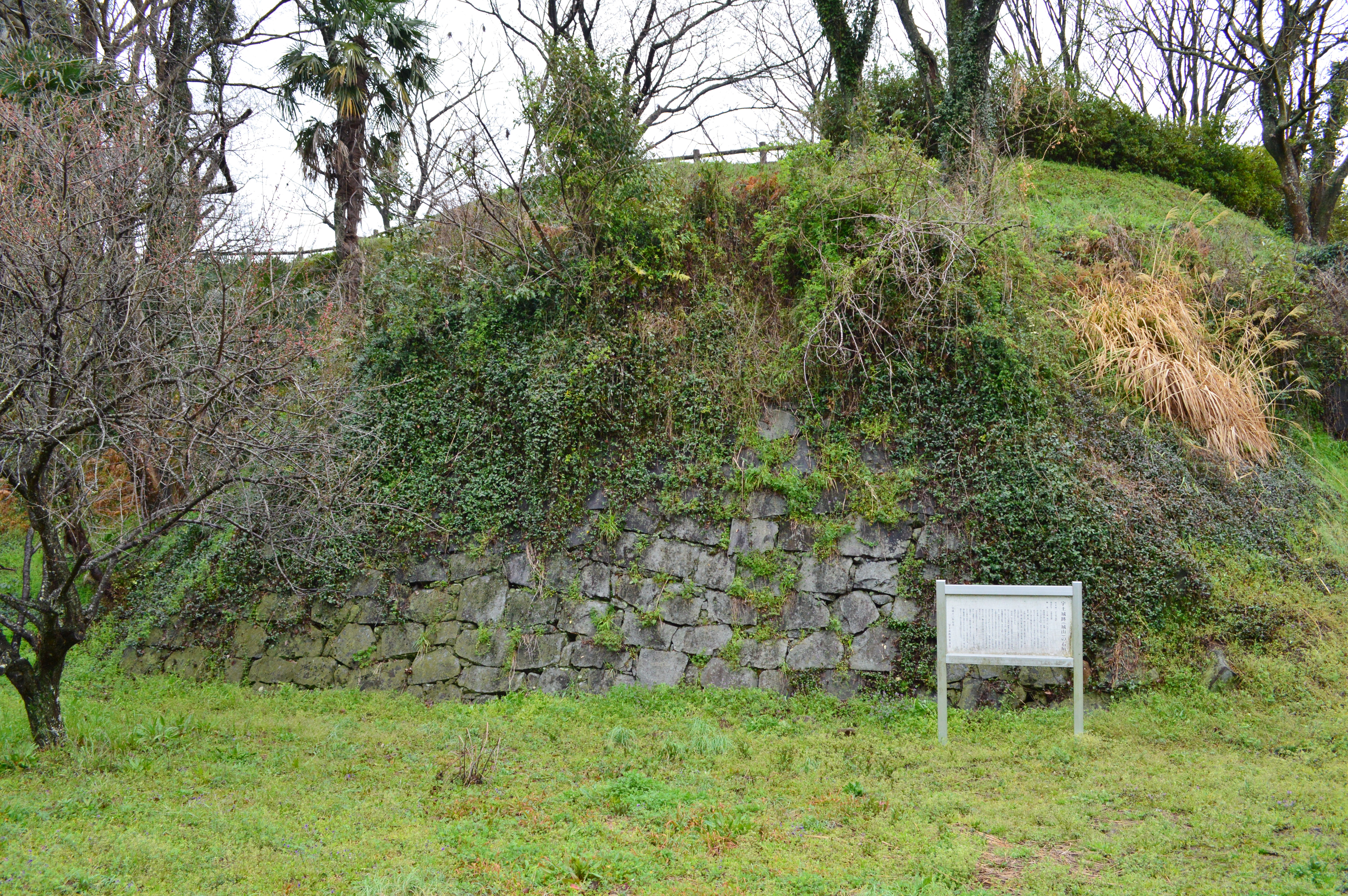
石垣

天正16年（1588年）小西行長は、肥後国宇土郡・益城郡・八代郡あわせて17万5千石（諸説あり）を所領すると、宇土古城の東にあった高さ約13mの城山（宇土市古城町）に城地を移し、新城を築く計画を立てた。しかし、普請に際して天草の国人衆が助力を拒否したことから天草国人一揆が生じたため、実際の普請開始は翌天正17年（1589年）頃からと見られている。
行長の手になる宇土城は、城郭本体だけでなく、城・武家屋敷・城下町が水堀と運河によって一体的に結合されることで「惣構」を形成するという防御的な性格を有していたことが、市内各所の発掘調査によって明らかになりつつある。
慶長5年（1600年）7月、上方へ出陣していた行長が西軍（石田方）に呼応すると、加藤清正は徳川家康から8月12日付で肥後・筑後切り取り次第の御内書を取り付ける。9月15日、清正は豊前国の黒田如水応援のため豊後国へ出陣した。しかし、豊後戦線が如水優位になると直ちに軍を反転し、宇土城攻撃に取りかかる。
9月19日に前哨戦である石ノ瀬口の戦闘が始まると、翌20日には城下での戦闘となり、清正が宇土へ到着した。21日には5方向からの宇土城惣攻めが開始された。城の北側、瓢箪渕と呼ばれる大濠を舟で押しわたってきた攻め手を大筒で撃退するなど、小西勢は奮闘するも、10月2日には三ノ丸まで抜かれ、本丸・二ノ丸の攻防戦に入った。10月13日、城代小西隼人は宇土城開城に合意し､翌14日に戦闘は終結した。隼人は城内で切腹したとも、隈本城下へ移され謀殺されたとも伝わり消息は判然としないが、熊本市西区横手の禅定寺に小西隼人の墓と伝わる石がある。
戦後、清正は宇土城を自身の隠居城と定め、おもに主曲輪の改修を行ったが、行長時代の遺構を埋めつぶした上に清正時代の遺構が作られていたことが本丸における発掘調査によって確認されており、かなり大がかりな工事を行なったであろうことが窺える。この頃城代として家臣の堀内氏善が入城している。その後、清正が慶長16年（1611年）に死去すると、翌慶長17年（1612年）、宇土城は水俣城・矢部城とともに破却された。
寛永9年（1632年）、2代加藤忠広は徳川家光への謀叛の嫌疑をかけられ改易となり、同年、肥後国は豊前国小倉藩主細川忠利に与えられる。寛永14年（1637年）、島原の乱における原城のような立て篭もりを防ぐため、徳川幕府は西国の廃城に対し再度の破却を命じ、城跡は徹底的な破却を受けた。城地内には造作禁止令が出され、荒蕪地として放置されたことから、石垣部材の抜き取りや土採りなどに遭い、しだいに城跡の荒廃が進んだ。
正保3年（1646年）に、細川行孝が宇土郡3万石を分封され、宇土藩が成立するが、支藩であったため城は築かれず、現・新小路町に宇土陣屋を設けて拠点とした。その行孝が領内の水事情改善のため轟泉水道を開通したことで、旧城域北側を中心に大きく改変を受けた。

### 明治時代以降
明治に至ると、向峯にあった武家墓地が手狭になったことから旧二の丸が新たに士族墓地となり、現在の市営墓地となった。
後に宇土城の本丸跡は公園化され、小西行長の銅像が建てられた。
2025年（令和7年）8月11日、集中豪雨により宇土城跡丘陵の法面の一部が崩落した。